# کوتلش
کوتلش (به صربی: Kutleš) یک منطقهٔ مسکونی در صربستان است که در لسکواس واقع شده‌است. کوتلش ۶۵۱ نفر جمعیت دارد.